# Branques de la farmacologia

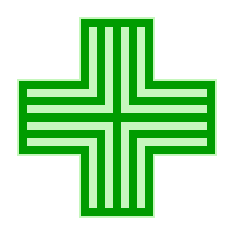
Creu verda de farmàcia

La farmacologia és la ciència que estudia l'origen, les accions i les propietats que les substàncies químiques exerceixen sobre els organismes vius. Dins de cada branca hi ha moltes més branques especialitzades en relació amb moltes disciplines científiques. Això fa que els productes farmacèutics siguin relacionats amb la majoria de les ciències pures i aplicades.

## Branques
- Farmacocinètica: l'estudi dels processos fisicoquímics que pateix un fàrmac quan s'administra o incorpora a un organisme. Aquests processos serien alliberament, absorció, distribució, metabolització i eliminació.
- Farmacodinàmia: ciència que estudia el mecanisme d'acció dels fàrmacs, és a dir estudia com els processos bioquímics i fisiològics dins de l'organisme es veuen afectats per la presència del fàrmac.
- Biofarmàcia: l'estudi de la biodisponibilitat dels fàrmacs.
- Farmacognòsia: estudi de plantes medicinals i drogues que se'n deriven.
- Química farmacèutica: estudia els fàrmacs des del punt de vista químic, el que comprèn el descobriment, el disseny, la identificació i preparació de compostos biològicament actius, la interpretació de la seva manera d'interacció a nivell molecular, la construcció de la seva relació estructura-activitat i l'estudi del seu metabolisme.
- Farmàcia galènica o Farmacotècnia: branca encomanada a la formulació de fàrmacs com a medicaments.
- Posologia: l'estudi de la dosificació dels fàrmacs.
- Toxicologia: l'estudi dels efectes nocius o tòxics dels fàrmacs.
- Farmacologia clínica: avalua l'eficàcia i la seguretat de la terapèutica per fàrmacs.
- Farmacovigilància: l'estudi de les reaccions adverses que provoquen els fàrmacs sobre l'organisme.
- Cronofarmacologia: L'estudi de la correcta administració de medicaments d'acord amb el cicle circadiari de l'ésser humà, això amb la finalitat de maximitzar l'eficàcia i disminuir els efectes col·laterals.